# Michel Cuvelier
Pour les articles homonymes, voir Cuvelier.
Michel Cuvelier, né le 17 juin 1600 à Soignies (Belgique) et décédé le 10 décembre 1652 à Cologne, est un jésuite, mathématicien et écrivain religieux du XVIIe siècle.
Il entre dans la Compagnie de Jésus en 1618, à Malines. Il est attaché à l'électeur palatin Philippe-Guillaume de Neubourg, à qui il enseigne la mathématique et la philosophie. Il deviendra par la suite son confesseur et le suivit à la cour d'Allemagne, puis de Pologne.
Cuvelier publie également des ouvrages ascétiques (cf. Œuvres). 
Il meurt à Cologne le 10 décembre 1652.

## Œuvres
Cuvelier publie (en latin) en 1646 :
- Annona spiritualis siue meditationes quibus per annum anima quotidie perficitur iuxta viam purgatiuam, illuminatiuam, unitiuam[4]
- Ideam Viri Apostolici Avilæ, Cologne, 1650.